# كوني بيرسون
كوني بيرسون هو لاعب رماية سويدي، ولد في 13 يناير 1968.

## وصلات خارجية
- كوني بيرسون على موقع أوليمبيديا (الإنجليزية)
- كوني بيرسون على موقع اللجنة الأولمبية السويدية (السويدية)